# Stam (microbiologie)

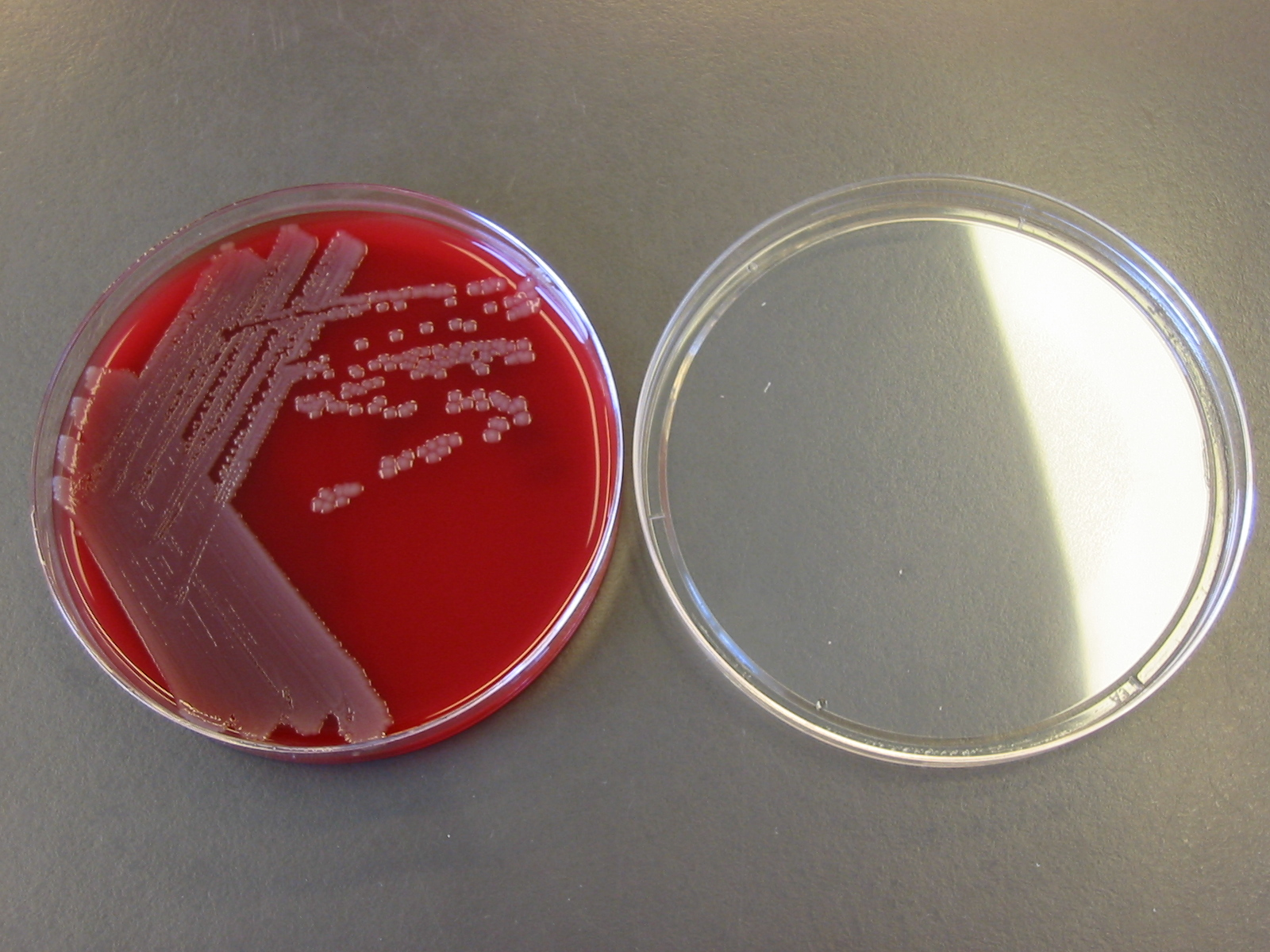
Reinstrijk van een E. coli-stam

Een stam van een micro-organisme is een verzameling micro-organismen die afstamt van één enkel geïsoleerd micro-organisme. Ieder micro-organisme bezit daardoor exact dezelfde genetische eigenschappen als het oorspronkelijke micro-organisme. De term stam heeft hier niets te maken met het begrip stam zoals gebruikt in de taxonomie.
Door middel van een reincultuur kan een zuiver isolaat worden verkregen van cellen van één enkele stam. Het kweken van een reincultuur kan dienen voor de identificatie van de stam bij diagnostisch onderzoek of bij taxonomie, of voor toepassing in de industrie en wetenschappelijk onderzoek.
Het begrip wordt gebruikt bij bacteriën, schimmels en virussen. Iedere stam behoort tot een bepaalde soort (zoals S. cerevisiea). Als precies bekend is wat de genetische verschillen zijn met die van andere stammen van dezelfde soort, krijgt de stam een eigen naam door toevoeging van een naam of letter-cijfercombinatie aan de soortnaam. E. coli K-12 is bijvoorbeeld een standaard laboratoriumstam van deze bacterie.

## Nomenclatuur
BacteriënIedere bacteriestam behoort tot een bepaalde soort (bijvoorbeeld E. coli). Als precies bekend is wat de genetische verschillen zijn met die van andere stammen van dezelfde soort krijgt de stam een eigen naam door toevoeging van een naam of letter-cijfercombinatie aan de soortnaam. Zo zijn Escherichia coli EPEC en Escherichia coli ETEC verschillende stammen van E. coli.
VirussenBij virussen is de naamgeving anders. A/Vietnam/1194/2004 (H5N1) is een stam van het subtype H5N1 van het influenza-virustype A. Het is speciaal gekweekt voor de productie van een griepvaccin, komt oorspronkelijk uit Vietnam en is in 2004 geïsoleerd.
SchimmelsBij de schimmels, geen gist zijnde, wordt niet van een stam maar een fysio gesproken.

## Ontstaan van nieuwe stammen
Het DNA van een micro-organisme kan veranderen door spontane mutatie, omgevingsfactoren, contact met een vreemd micro-organisme of door menselijk ingrijpen met behulp van genetische modificatie. Een micro-organisme met veranderde genetische eigenschappen is het begin van een nieuwe stam. Zo'n stam is te beschouwen als een verzameling genetische kopieën van één enkel micro-organisme, die tezamen een variëteit van een soort vormen.

## Toepassingen
Bacteriestammen worden inmiddels op talloze wijzen benut. Enkele voorbeelden:
- Een medische toepassing is de inname van bacteriën tegen de ziekte van Crohn[3].
- Voor diabetespatiënten wordt insuline gemaakt met behulp van genetisch gemanipuleerde E coli-bacteriën.
- Ook worden genetisch gemodificeerde bacteriën gebruikt voor de productie van aminozuren als additief in veevoer.
- De culturen die gebruikt worden bij de productie van yoghurt bevatten bacteriestammen die per fabrikant verschillen[4].   Zie ook: Lactobacillus casei